# Hans-Georg Gadamer
Hans-Georg Gadamer (Marburg, 11. veljače 1900. – Heidelberg, 13. ožujka 2002.) je bio njemački filozof, povjesničar i filolog.
Ključan za razvoj filozofske hermeneutike u 20. stoljeću, i jedan od najcjenjenijih europskih intelektualaca svoga vremena.

## Životopis
Gadamer je rođen 11. veljače 1900. godine u Marburgu, a djetinjstvo je proveo u Wroclawu. Studirao je germanistiku, povijest, povijest umjetnosti i filozofiju u Wroclawu, Marburgu i Münchenu. Doktorira 1922. godine kod Paula Natorpa, a od 1924. do 1927. studira klasičnu filologiju u Marburgu, gdje 1929. i habilitira kod Martina Heideggera. Godine 1939. izabran je za redovnog profesora filozofije na Sveučilištu u Leipzigu, gdje obnaša i dužnost rektora 1946./47. Od 1947. do 1949. profesor je u Frankfurtu na Majni, a potom u Heidelbergu, kao nasljednik Karla Jaspersa. Bio je član više njemačkih i inozemnih akademija, urednik i suurednik niza značajnih filozofskih časopisa (Philosophische Rundsehau, Hegel Studien, Kant-Studien, Archiv für Begriffsgeschichte).

## Djela
- Istina i metoda, 1960.
- Nasljeđe Europe
- Početak filozofije
- Ogledi o filozofiji i umjetnosti
- Aesthetik und Poetik

## Vanjske poveznice
- Hans-Georg Gadamer na stanfordskoj enciklopediji filozofije